# Allogalumna madagascarensis
Allogalumna madagascarensis är en kvalsterart som först beskrevs av Balogh 1961.  Allogalumna madagascarensis ingår i släktet Allogalumna och familjen Galumnidae. Inga underarter finns listade i Catalogue of Life.